# Шљака (Ниш)
Шљака је градска четврт Ниша, у Нишавском управном округу. Административно припада Градској општини Црвени крст.

## Географија
Шљака је смештена у северозападно од центра града, на десној обали Нишаве. Северно од насеља налази се насеље Црвени крст, а западно атари неких сеоских насеља. Северну границу насеља чини Сарајевска улица, која административно припада месној заједници 12. фебруар.

## Саобраћај
До насеља се може доћи градском аутобуском линијом Калач брдо—Сарајевска (линија бр. 7), која је уведена 2012. године., око педесет година после укидања старе линије која је пролазила кроз насеље. Насеље је дуго имало проблем јер није било повезано са остатком града, а било је и много неасфалтираних улица